# 可再生與可持續能源評論
《可再生與可持續能源評論》（Renewable and Sustainable Energy Reviews）是一份1997年發行的學術期刊。該期刊每年出版9次，內容涵蓋可再生能源和可持續能源的應用、政策以及對環境的影響。目前，期刊的主編是美國國家可再生能源實驗室的L. Kazmerski。據2011年的期刊引證報告指，《可再生與可持續能源評論》的影響因子為6.018。

## 資料來源
1. ↑  . . Web of Science Science. Thomson Reuters. 2012.

## 外部連結
- 官方网站